# .ky
.ky es el dominio de nivel superior geográfico (ccTLD) para Islas Caimán.